# Luciano Angeleri
Luciano Angeleri (Vercelli, 19 aprile 1941) è un musicista italiano.

## Biografia
Luciano Angeleri inizia l'attività di cantante nel 1963, fondando il gruppo beat The Sleepings con Ivano Ravasino al basso e Domenico "Mimmo" Catricalà alla batteria, con cui debutta incidendo un 45 giri nel 1965 e un altro l'anno successivo.
Nel 1970, pubblica un 45 giri con il Clan Celentano con il suo nuovo complesso, i Made in Italy, con Delio Ombrella alla batteria, Silvio Pesce al basso e Piero Pollone alla chitarra.
Ha partecipato al Festivalbar 1973 con Lui e lei e a Un disco per l'estate 1974 con Lisà-Lisà.
Nel 2013 pubblica il suo nuovo singolo, Mare, dopo alcuni anni di inattività.

## Discografia

### Album
- 1974 - Per lui e lei (Odeon/EMI, 3C-064-18050)
- 1979 - In blu (F1 Team, LP 3312)
- 1980 - Do re mi fa sol la ti do amore (F1 Team, LP 3324)

### Singoli
- 1965 - Sleeping Yum Yum/Riderò di te (Fonit-Cetra, SP 1275; con i The Sleeping)
- 1966 - (Fammi ballar/Altre come te,  (CMS, cm 45005; con i The Sleepings)
- 1970 - Che farai di me/W l'amore (Clan Celentano, BF 69056; con i Made in Italy)
- 1971 - Lontano/O sì o no (Clan Celentano, BF 70007; con i Made in Italy)
- 1973 - Lui e lei/Io e la signora Rosa (Odeon/EMI, 3C-006-17917)
- 1974 - Lisà Lisà/Fine settimana (Odeon/EMI, 3C-006-17956)
- 1974 - Chi di noi/Io son sicuro (Odeon/EMI, 3C-006-18049)
- 1976 - Posso ballare/Bahia (CGD, 4683)
- 1978 - Ricordami/Tra fiori rossi e coralli (Baby Records, BR 053)
- 1979 - Blu/Donna (F1 Team, P 516)
- 1980 - Andiamo al mare/Ciao, ciao Paris (F1 Team, P 551)
- 1981 - Cara/Do re mi fa sol la ti do amore (F1 Team, P 568)
- 1983 - Un'estate di sesso/Boy friend (Dig-It, DG-2003-7)
- 2013 - Mare (CD)